# Рушева, Надежда Николаевна
Наде́жда Никола́евна (На́дя) Ру́шева (31 января 1952, Улан-Батор — 6 марта 1969, Москва) — советская художница-график. Надя оставила после себя огромное художественное наследие — около двенадцати тысяч рисунков. Точное их число невозможно подсчитать — значительная доля разошлась в письмах, сотни листов художница подарила друзьям и знакомым, немалое количество работ по разным причинам не вернулось с первых выставок. Многие её рисунки хранятся в музее Льва Толстого в Москве, в музее-филиале имени Нади Рушевой в городе Кызыле, в Пушкинском доме Академии наук в Петербурге, Национальном фонде культуры, Городском музее Сарова Нижегородской области и Государственном музее А. С. Пушкина в Москве.
Прошло более 160 выставок её работ в разных странах: Японии, Германии, США, Индии, Монголии, Польше и многих других. На арт-рынке рейтинг Нади Рушевой по версии ЕХР — 4А, «состоявшийся профессиональный художник с индивидуальным стилем».

## Биография
Надежда Рушева родилась 31 января 1952 года в Улан-Баторе в Монгольской Народной Республике в семье советского художника Николая Константиновича Рушева (1918—1975). Её мать — первая тувинская балерина Наталья Дойдаловна Ажикмаа-Рушева (1926—2015). Летом 1952 года семья переехала в Москву.
Надя начала рисовать с пяти лет, причём никто не обучал её рисованию, также до школы её не учили читать и писать. В семилетнем возрасте, будучи первоклассницей, она начала рисовать регулярно, каждый день не более получаса после уроков. Тогда же она за один вечер нарисовала тридцать шесть иллюстраций к «Сказке о царе Салтане» Пушкина, за то время, пока отец читал эту её любимую сказку вслух.

В 1964 году прошла первая официальная выставка художницы-вундеркинда.
Скончалась 6 марта 1969 года в больнице в возрасте 17 лет из-за разрыва врождённой аневризмы сосуда головного мозга и последующего кровоизлияния в мозг (геморрагический инсульт).

## Выставки
- В мае 1964 года состоялась первая выставка её рисунков, организованная журналом «Юность» (Надя училась в пятом классе). После этой выставки в том же году в шестом номере журнала появились первые публикации её рисунков, когда ей было всего 12 лет.
- За следующие пять лет её жизни состоялось пятнадцать персональных выставок в СССР, Польше, Чехословакии, Румынии, Индии.
- В 1965 году в третьем номере журнала «Юность» были опубликованы первые иллюстрации тринадцатилетней Нади к художественному произведению — повести Эдуарда Пашнева «Ньютоново яблоко».
- Впереди были иллюстрации к романам «Война и мир» Льва Толстого и «Мастер и Маргарита» Михаила Булгакова и слава будущего книжного графика, хотя сама юная художница мечтала стать художницей-мультипликатором.
- В 1967 году была в Артеке, где познакомилась с Олегом Сафаралиевым.
- В ноябре 1973 года в Ульяновском областном художественном музее состоялась выставка более двухсот работ юной художницы.

### Творчество
Среди её работ — иллюстрации к мифам Древней Эллады, произведениям А. С. Пушкина, Л. Н. Толстого, М. А. Булгакова. Всего были проиллюстрированы произведения около пятидесяти авторов.
Работа над «Мастером и Маргаритой» стала для неё последней. В то же время, для «Мастера и Маргариты» Надя стала первой художницей. На титульной иллюстрации, изображающей встречу Берлиоза и Бездомного на Патриарших прудах, Елена Сергеевна Булгакова, вдова Михаила Афанасьевича, оставила свой автограф «Как жаль, что я не знала это необыкновенное существо — Надю Рушеву».
Среди Надиных зарисовок есть несколько таких, на которых изображён балет «Анна Каренина». Такой балет действительно был поставлен уже после смерти художницы, и главную роль в нём танцевала Майя Плисецкая.
Её рисунки рождались без эскизов, всегда рисовала враз, набело, и она никогда не пользовалась стирательной резинкой. «Я их заранее вижу… Они проступают на бумаге, как водяные знаки, и мне остаётся их чем-нибудь обвести», — говорила Надя.

### Циклы и работы
- Автопортреты
- Балет
- Война и Мир
- Западная классика
- Маленький принц
- Мастер и Маргарита
- Мир животных
- Пушкиниана
- Русские сказки
- Современность
- Тува и Монголия
- Эллада
- Байрон. Абидосская невеста
- Анна Каренина

## Отзывы
Люди нуждаются в таком искусстве, как в глотке свежего воздуха. Гениальная девочка обладала поразительным даром проникновения в область человеческого духа…— Дмитрий Сергеевич Лихачёв, академик РАН

То, что это создала девочка гениальная, становится ясным с первого рисунка. Они не требуют доказательств своей первозданности.— писатель Ираклий Луарсабович Андроников о цикле «Пушкиниана»

Её рисунки далеко выходят за пределы детского творчества, но и среди взрослых художников едва ли многие могут поспорить с лёгкостью её техники, чувством композиции, с остротой её образов, с её творческим восприятием мира.— скульптор Василий Алексеевич Ватагин

Беспощадная жестокость судьбы вырвала из жизни только что расцветший талант гениальной московской девочки Нади Рушевой. Да, гениальной, — теперь нечего бояться преждевременной оценки.— из посмертной статьи академика В. А. Ватагина в журнале «Юность»

## Память о Наде Рушевой

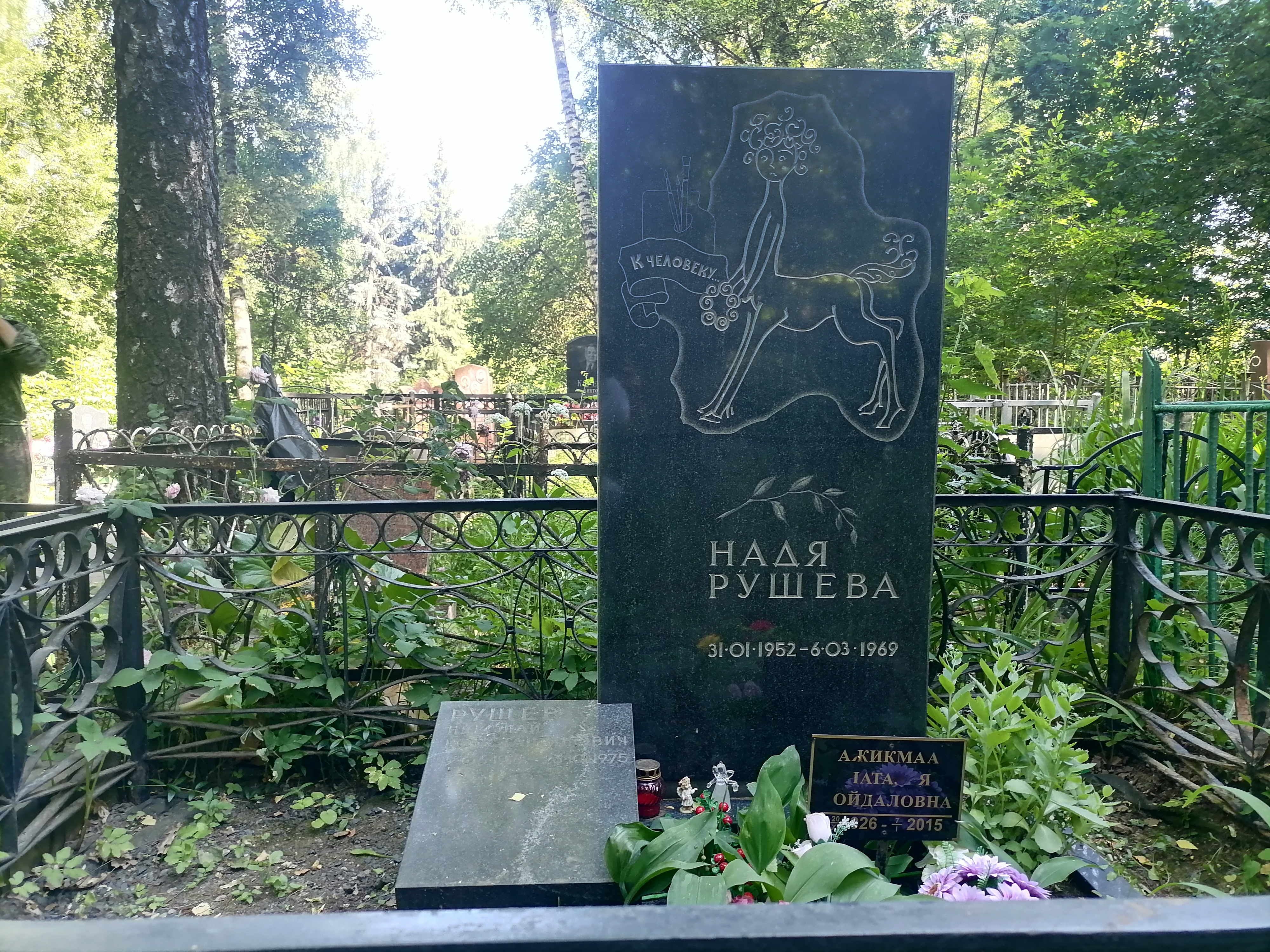
Могила Нади Рушевой и её отца Николая Константиновича на Покровском кладбище

- Похоронена в Москве, на Покровском кладбище (1 участок). На её могиле поставлен памятник, где воспроизведён её рисунок «Кентаврёнок».
- Рисунок Нади «Кентаврёнок» стал эмблемой Автономной некоммерческой организации «Международный центр неигрового кино и телевидения „Кентавр“», занимающегося подготовкой и проведением кинофестиваля «Послание к Человеку». На основе рисунка выполнены ежегодные призы фестиваля «Золотой Кентавр» и «Серебряный Кентавр». В 2003 году на лестнице Санкт-Петербургского Дома кино открыт памятник Кентаврёнку.
- Её именем назван Центр образования № 1466 (бывшая московская школа № 470), в которой она училась. В школе открыт музей её жизни и творчества[4].
- Рисунок «Мальчиш-Кибальчиш» был взят космонавтом Георгием Гречко в космический полёт и размещался на борту станции «Салют-4». 31 января 1975 года, в день рождения художницы, во время сеанса связи с Землёй космонавты рассказали про Надю и продемонстрировали её рисунок. Этот репортаж вышел во всесоюзной программе «Время» и в других странах[5].
- В Москве рядом со школой № 1466 имени Н. Рушевой на Ереванской улице (территория дома № 26) открыт парк «Надежда» в честь Нади Рушевой. В парке 21 июня 2014 г. открыт памятник — металлический кентаврёнок по мотивам рисунка Нади (скульптор - Андрей Волков).
- 29 сентября 2023 г. в столице Тувы Кызыле открыт памятник Наде Рушевой  (скульптор - Байза Ондар).
- 21 октября 1982 года советский астроном Л. Г. Карачкина открыла малую планету № 3516, которую назвала в честь Нади — Rusheva[6].
- На Кавказе есть перевал Нади Рушевой.
- Существует пьеса «Девочка Надя» (1973 г.), посвящённая судьбе Н. Н. Рушевой. Автор пьесы — драматург А. Родионова.
- Коса Нади Рушевой, отрезанная при её жизни, стала основой испытания для экстрасенсов в 13 выпуска 1 сезона шоу «Новая битва экстрасенсов» (23 сезон по общему счёту), вышедшего в эфир телеканала ТНТ 3 декабря 2022 года[7].

## Документальные фильмы
- Тебя, как первую любовь… (1969)
- Надя Рушева (1972)